# Comil
Comil Ônibus S.A. est une entreprise brésilienne qui fabrique des carrosseries d'autobus basée à Erechim, état de Rio Grande do Sul.
Créé en 1985 à l'acquisition de l'actif de la faillite de INCASEL - Indústria de Carrocerias Serrana Ltda., le groupe Comil appartient aux familles Corradi et Mascarello.
En 2012, l'entreprise investit 110 millions de real pour déménager son usine de Erechim à Lorena.
La société fait faillite en septembre 2016. La justice brésilienne autorise cette faillite, qui concerne 800 employés et 430 millions de real. La production d'autobus chute en 2016, conséquence, entre autres, de cette faillite.